# 맥도널드 테일러
맥도널드 테일러(영어: MacDonald Taylor Sr., 1957년 8월 27일 ~ )는 미국령 버진아일랜드의 전 축구 선수이다. 그는 2004년 3월 세인트키츠 네비스 전에 미국령 버진아일랜드 축구 국가대표팀으로 46세 175일의 나이로 출전했는데 이는 FIFA 월드컵 예선전 역사상 가장 나이 많은 선수로 기록되었다.